# Bystraja (Kraj Krasnojarski)
Bystraja (ros. Быстрая) – wieś (dieriewnia) w Rosji, w Kraju Krasnojarskim, w rejonie minusińskim. W 2010 liczyła 1033 mieszkańców.